# Any Given Sunday
Any Given Sunday er en amerikansk film fra 1999 instrueret, produceret og skrevet af Oliver Stone. Filmen har flere store skuespillere på rollelisten, bl.a. Al Pacino, Cameron Diaz og Jamie Foxx. Any Given Sunday følger det fiktive amerikanske football-hold Miami Sharks og dets forsøg på at nå tilbage til fordums storhed under ledelse af træner spillet af Al Pacino og den nye ejer spillet af Cameron Diaz.

## Medvirkende
- Al Pacino
- Cameron Diaz
- Jamie Foxx
- Dennis Quaid
- James Woods
- LL Cool J
- Elizabeth Berkley
- Charlton Heston
- Lawrence Taylor
- Jim Brown
- Aaron Eckhart
- Matthew Modine
- John C. McGinley
- Ann-Margret

## Ekstern henvisning
- Any Given Sunday på Internet Movie Database (engelsk)
- Any Given Sunday på Filmdatabasen
- Any Given Sunday på Scope
- Any Given Sunday i Svensk Filmdatabas (svensk)
- Any Given Sunday på AlloCiné (fransk)
- Any Given Sunday på MovieMeter (nederlandsk)
- Any Given Sunday på AllMovie (engelsk)
- Any Given Sunday hos American Film Institute (engelsk)
- Any Given Sunday på Turner Classic Movies (engelsk)
- Any Given Sunday på The Movie Database (engelsk)